# Penne, Abruzzo
Penne är en kommun i provinsen Pescara, i regionen Abruzzo i Italien. Kommunen hade 12 108 invånare (2018). och gränsar till kommunerna Arsita, Bisenti, Castiglione Messer Raimondo, Castilenti, Civitella Casanova, Elice, Farindola, Loreto Aprutino, Montebello di Bertona samt Picciano.
Staden hette under antiken Pinna och var vestinernas huvudstad.